# Chromoplex picticollis
Chromoplex picticollis är en stekelart som först beskrevs av Thomson 1887.  Chromoplex picticollis ingår i släktet Chromoplex och familjen brokparasitsteklar. Inga underarter finns listade i Catalogue of Life.